# Pierre de Laval (évêque de Rennes)
Pour les articles homonymes, voir Pierre de Laval.
Pierre de Laval, (mort à Rennes le 11 janvier 1357) religieux français, évêque de Rennes de 1353 à 1357.

## Biographie
Fils de Guy IX de Laval et de Béatrix de Gâvre, possesseur de biens dans le royaume de France, il était en 1324 chapelain de la Madeleine de Vitré, et postulait pour un canonicat à Angers. Il est également chanoine du Mans et conseiller du roi.
Lorsqu'il meurt le 11 janvier 1357 en plein siège de Rennes par les Anglais. Un collecteur apostolique constate que le duc de Bretagne, Guy XII de Laval et le vicomte de Beaumont l'ont empêché de percevoir les revenus de son temporel.

## Sources
- « Pierre de Laval (évêque de Rennes) », dans Alphonse-Victor Angot et Ferdinand Gaugain, Dictionnaire historique, topographique et biographique de la Mayenne, Laval, A. Goupil, 1900-1910 [détail des éditions] (BNF 34106789, présentation en ligne), t. IV, p. 536.
- (la) Jean-Barthélemy Hauréau, Gallia Christiana, vol. XIV Provincia Turonensi, Paris, Firmin-Didot, 1856, p. 756 Episcopi Redonensis XLV. Petrus III